# 송포항 (거제시)
송포항은 경상남도 거제시 하청면 대곡리에 있는 어항이다. 1972년 2월 23일 어촌정주어항으로 지정하여 관리하고 있다. 시설관리자는 거제시장이다.

## 어항 명칭의 유래
- 칠천도(七川島)의 최북단에 위치하여 본래 솔개라 하였는데 이는 송림(松林)이 울창하여 송포(松浦)라 하였다.

## 어항 시설
- 방파제 150m, 물양장 190m

## 주요 어종
- 도다리, 숭어